# Chêne-Bourg
Chêne-Bourg es una comuna suiza del cantón de Ginebra. Limita al norte con Vandœuvres, al este y al sur con Thônex, y al oeste y noroeste con Chêne-Bougeries.